# I liga polska w piłce siatkowej kobiet (1989/1990)
I liga polska w piłce siatkowej kobiet 1989/1990 - 54. edycja rozgrywek o mistrzostwo polski w piłce siatkowej kobiet.

## Drużyny uczestniczące
| | I liga 1989/1990       |   |      |
| --- | ---------------------- | - | ---- |
| BIE | BKS Stal Bielsko-Biała | 1 | PEMK |
| MIL | Płomień Milowice       | 2 | PEZP |
| ŁÓD | ŁKS Łódź               | 3 |      |
| KRA | Wisła Kraków           | 4 |      |
| MIE | Stal Mielec            | 5 |      |
| KAT | Kolejarz Katowice      | 6 |      |
| SŁU | Czarni Słupsk          | 7 |      |
| GDA | Spójnia Gdańsk         | 8 |      |
| | Awans z II ligi        |   |      |
| GDA | Gedania Gdańsk         |   |      |
| TOR | Budowlani Toruń        |   |      |
| WAR | AZS AWF Warszawa       |   |      |
| ŁÓD | Start Łódź             |   |      |
| Oznaczenia: - kolumna pierwsza – skróty nazw drużyn wpisane na mapie (jeśli ta została zamieszczona), - kolumna trzecia – miejsce zajęte przez daną drużynę w poprzednim sezonie. |                        |   |      |

## Rozgrywki
Tabela
| Lp. | Drużyna                | Pkt | Mecze | Mecze | Mecze | Sety | Sety | Sety  |
| Lp. | Drużyna                | Pkt | M     | W     | P     | wyg. | prz. | ratio |
| --- | ---------------------- | --- | ----- | ----- | ----- | ---- | ---- | ----- |
| 1   | BKS Stal Bielsko-Biała | 43  | 22    | 21    | 1     | 65   | 13   | 5.000 |
| 2   | Wisła Kraków           | 40  | 22    | 18    | 4     | 57   | 23   | 2.478 |
| 3   | Płomień Milowice       | 39  | 22    | 17    | 5     | 55   | 25   | 2.200 |
| 4   | ŁKS Łódź               | 37  | 22    | 15    | 7     | 49   | 34   | 1.441 |
| 5   | Czarni Słupsk          | 36  | 22    | 14    | 8     | 52   | 34   | 1.529 |
| 6   | Kolejarz Katowice      | 32  | 22    | 10    | 12    | 40   | 42   | 0.952 |
| 7   | Gedania Gdańsk         | 32  | 22    | 10    | 12    | 40   | 46   | 0.870 |
| 8   | Budowlani Toruń        | 32  | 22    | 10    | 12    | 39   | 46   | 0.848 |
| 9   | Stal Mielec            | 31  | 22    | 9     | 13    | 39   | 47   | 0.830 |
| 10  | AZS AWF Warszawa       | 26  | 22    | 4     | 18    | 24   | 59   | 0.407 |
| 11  | Start Łódź             | 26  | 22    | 4     | 18    | 22   | 56   | 0.393 |
| 12  | Spójnia Gdańsk         | 22  | 22    | 0     | 22    | 9    | 66   | 0.136 |

     spadek do II ligi

## Klasyfikacja końcowa
| Miejsce | Drużyna                |
| ------- | ---------------------- |
| 1.      | BKS Stal Bielsko-Biała |
| 2.      | Wisła Kraków           |
| 3.      | Płomień Milowice       |
| 4.      | ŁKS Łódź               |
| 5.      | Czarni Słupsk          |
| 6.      | Kolejarz Katowice      |
| 7.      | Gedania Gdańsk         |
| 8.      | Budowlani Toruń        |
| 9.      | Stal Mielec            |
| 10.     | AZS AWF Warszawa       |
| 11.     | Start Łódź             |
| 12.     | Spójnia Gdańsk         |

     spadek do II ligi